# 山路魁太郎
山路 魁太郎（やまじ かいたろう、明治5年10月17日 (旧暦)（1872年） - 没年不詳）は、日本、台湾、関東州、満洲の土木技術者。

## 経歴
福岡県士族山路圓の長男として、福岡県糟屋郡箱崎町（現・福岡市東区箱崎）に生まれる。1891年福岡県立尋常中学修猷館、1894年7月第五高等学校工科を経て、1899年3月東京帝国大学工科大学土木工学科を卒業。
1899年7月兵庫県技師となる。1901年台湾台中県土木課長に転じ、同年11月台湾総督府技師を経て、日露戦争終結直後の1905年9月、関東州民政署技師となる。1906年9月、関東都督府が設置されると関東都督府民政部技師兼土木課長に就任。ここで修猷館、五高、東大の後輩でもある倉塚良夫を推薦して参加させ、以後、山路と倉塚が中心となって、関東州の道路、上下水道の築造が推し進められた。1911年欧米に派遣された。
1913年7月に依願免官し、翌月南満洲鉄道（満鉄）築港事務所長に就任。1918年まで勤め、病気のため福岡に帰省し、次いで博多湾築港会社（福岡市港湾局の前身）専務に就任した。